# Planty (Bělostok)
Planty v polském městě Bělostok (Białystok) v Podleském vojvodství, jsou souborem parků, obklopujících centrum města o rozloze 14,94 hektarů. Planty byly založeny na ploše, která vznikla ve 30. letech 20. století. 

## Vznik a vývoj
Modernistická kompozice parku byla navržena Stanisławem Grallem.

## Pomníky na Plantech
- pomník – Pradleny, sochu v parku Planty vytvořil Stanisław Horno-Popławski
- pomník – Kawelin pes, sochu v parku Planty vytvořila Małgorzata Niedzielko

## Galerie

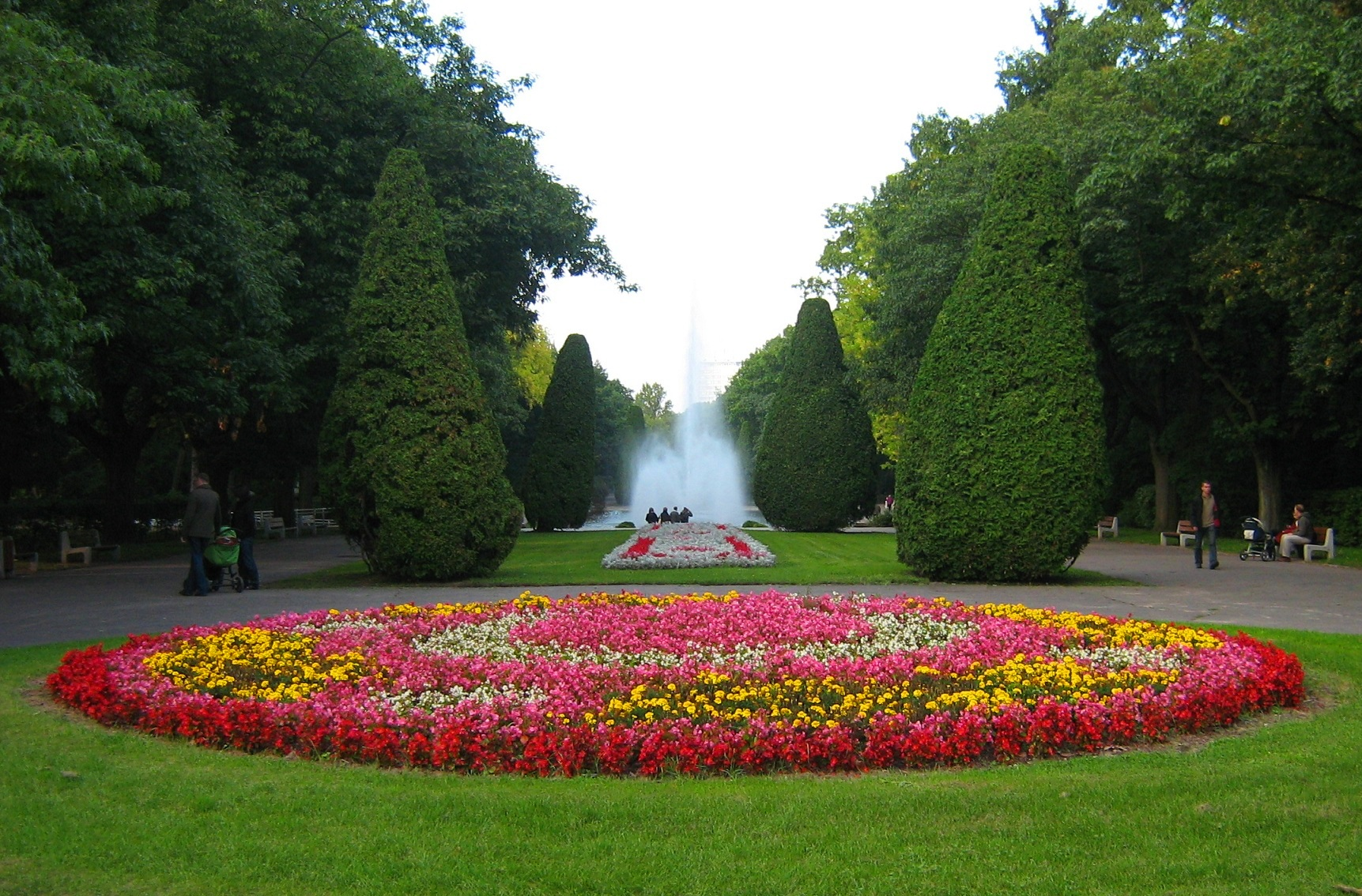
Květinové záhony v parku Planty
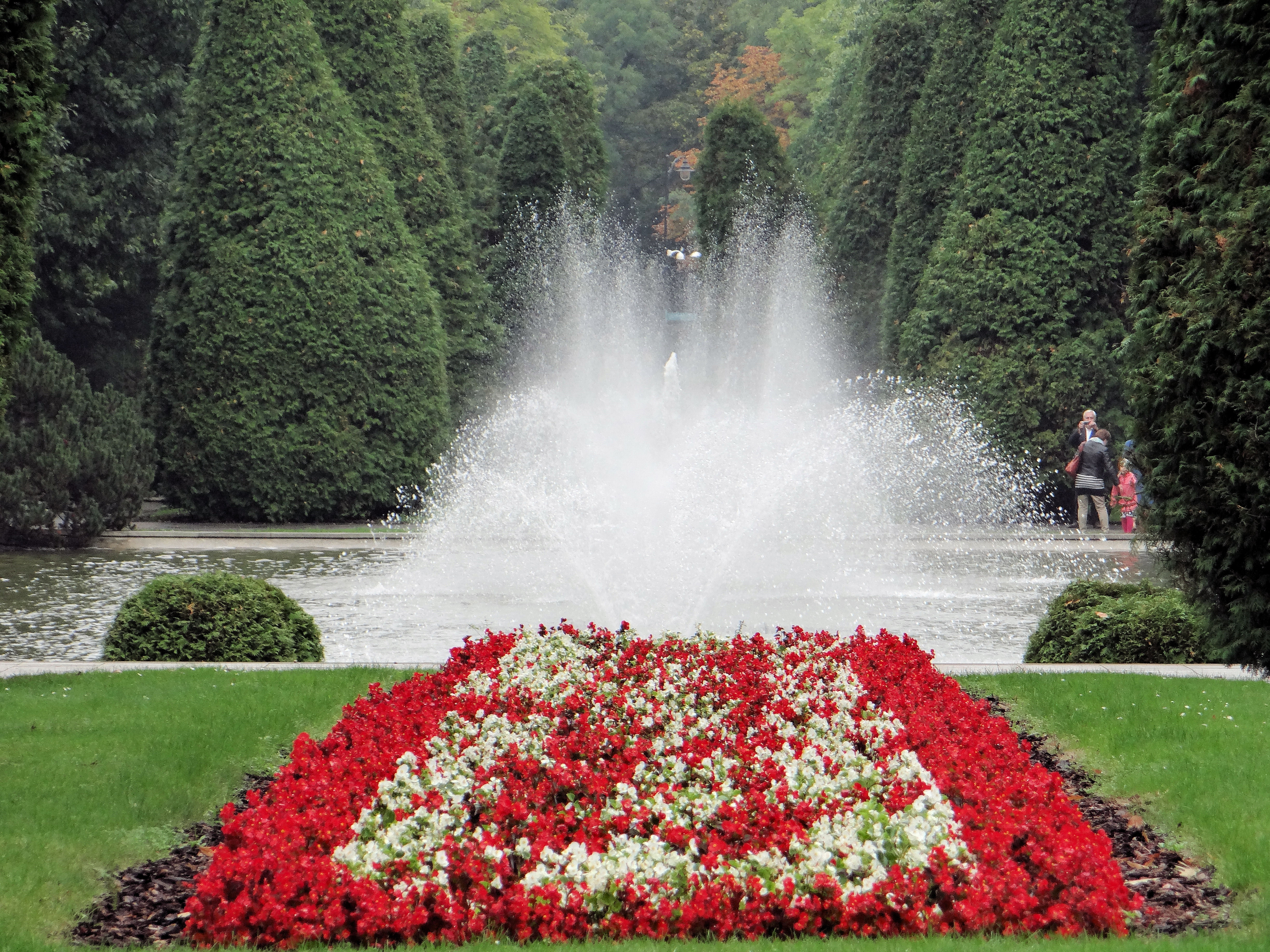
Fontána a květinové nášivky
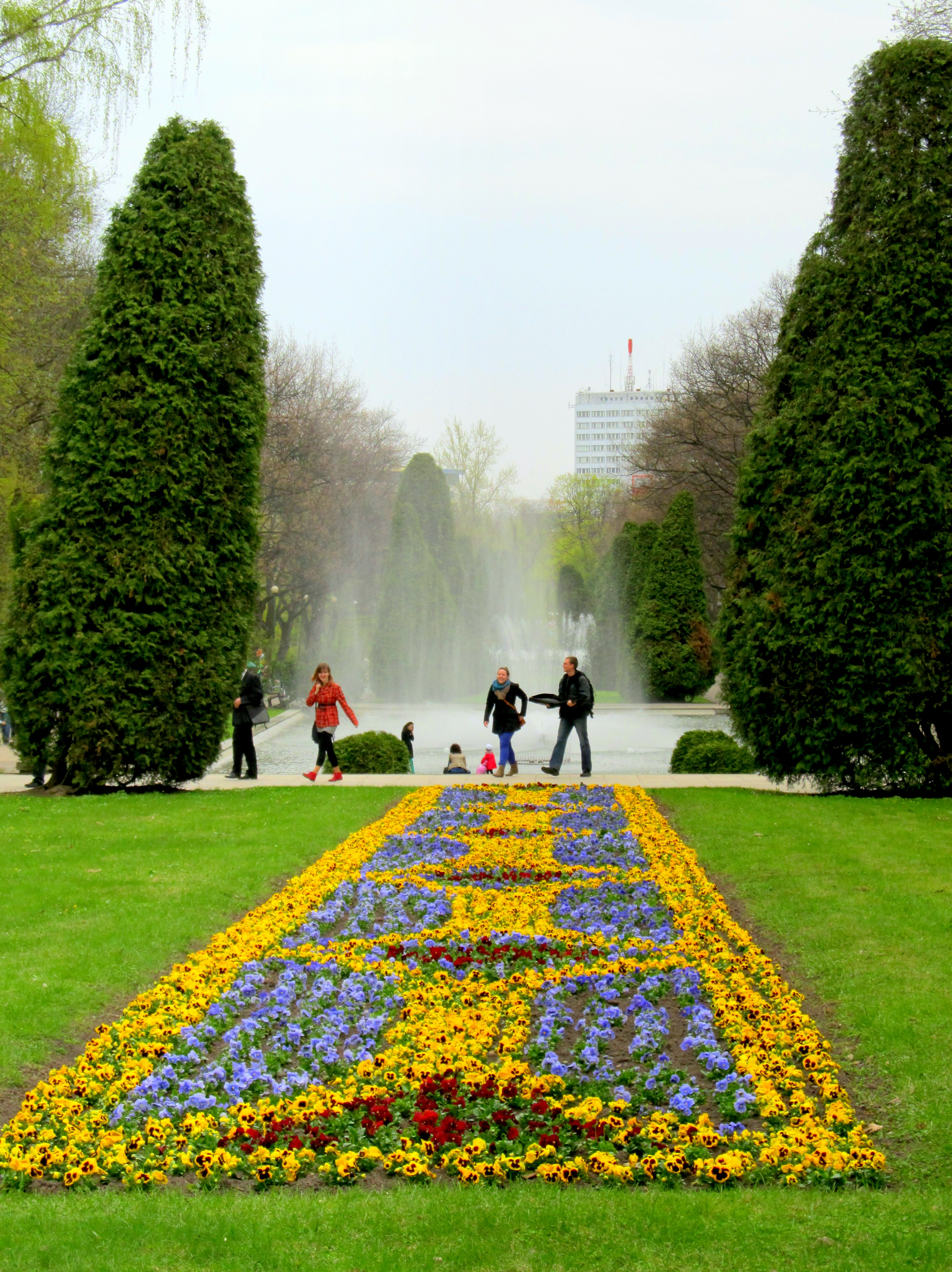
Květinové záhony
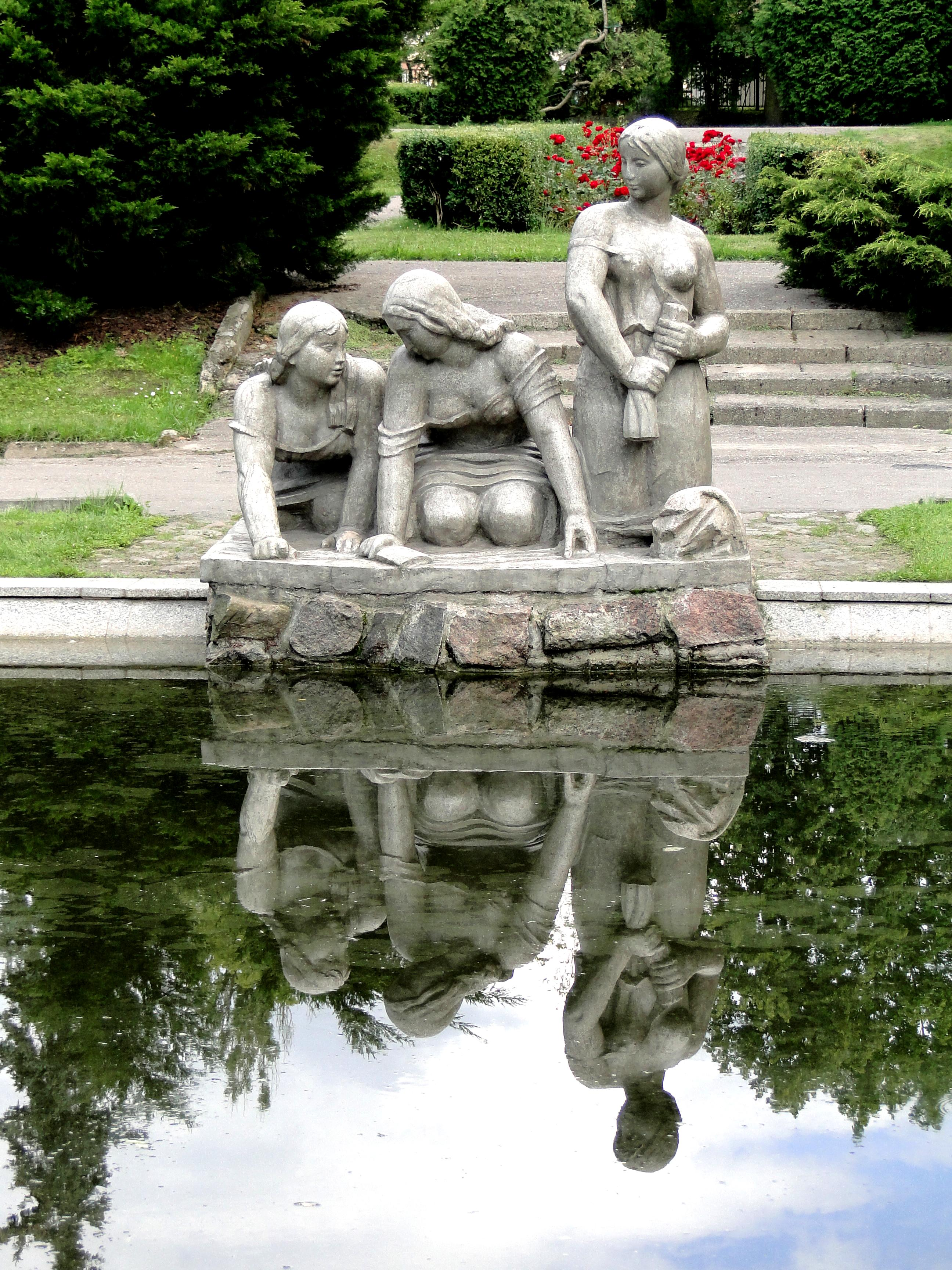
Pradleny sochu
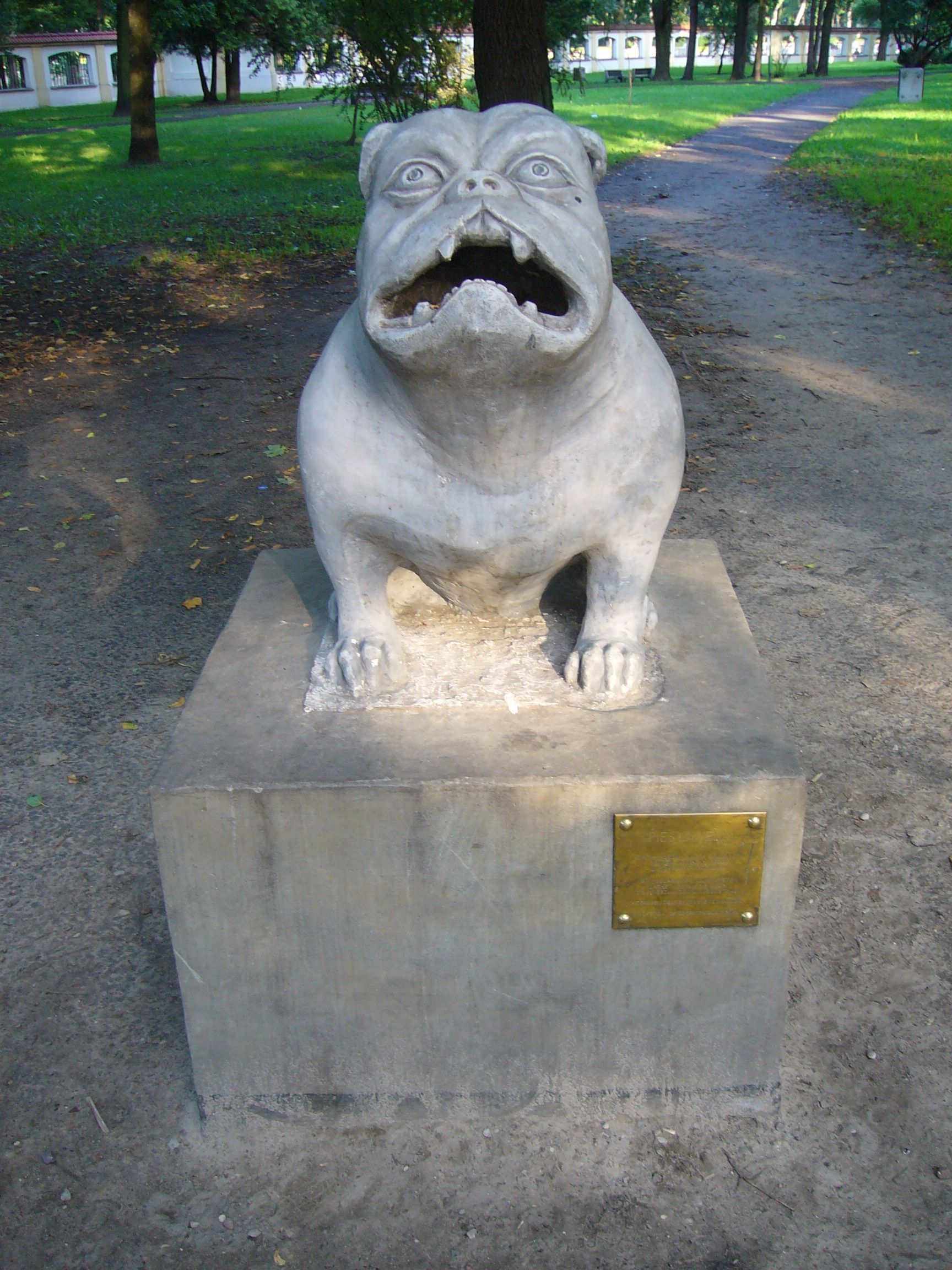
Kawelin pes